# Cyprinella santamariae
Cyprinella santamariae (tên tiếng Tây Ban Nha là Sardinita De Santa Maria) là một loài cá vây tia thuộc họ Cyprinidae. Chúng là loài đặc hữu của México.